# بثينة المفتاح (فنانة قطرية)
بثينة المفتاح (من مواليد عام 1987م) هي فنانة قطرية اشتهرت بتصميمها للملصق الرسمي لكأس العالم 2022.

## النشأة والتعليم
وُلدت بثينة في قطر عام 1987. وحصلت على بكالوريوس الآداب من كلية الفنون بجامعة فرجينيا كومنولث في قطر عام 2010م.

## الحياة المهنية
تخصصت بثينة بعد تخرجه من جامعة فرجينيا كومنولث في الطباعة والرسم. وأنشأت العديد من منشآت الوسائط المختلطة. 
أُدرجت أعمالها في عام 2014م في معرض جماعي في صالة متاحف قطر - معرض الرواق بعنوان أم السلاسل والذهب. 
ظهرت أعمالها الفنية في عام 2017م في معرض "الفن المعاصر- قطر" في برلين. 
قدّمت بثينة في عام 2018م معرضها الفني بثينة المفتاح: أصداء في المتحف العربي للفن الحديث.
صممت بثينة للملصق الرسمي لكأس العالم 2022 ، وكسقت عنه في يونيو 2022 في مطار حمد الدولي في الدوحة. وأُنتج ما مجموعه ثمانية ملصقات تمثل شغف قطر بكرة القدم. يُظهر الملصق الرئيسي غطاء رأس قطري تقليدي "الغترة" في الهواء كرمز للاحتفالات وحماسة كرة القدم في العالم العربي.
كشفت بثينة في يوليو 2022 عن ملصقها في متحف التصميم في لندن كجزء من معرض كرة القدم: تصميم اللعبة الجميلة. كما حضرت حفل إزاحة الستار عن السفير الرسمي لكأس العالم قطر 2022، ديفيد بيكهام.